# Comarca de Terenos
A Comarca de Terenos é uma comarca brasileira localizada no município de Terenos, no estado de Mato Grosso do Sul, a 30 quilômetros da capital.

## Generalidades
Sendo uma comarca de primeira entrância, tem uma superfície total de 2841,2 km², o que totaliza aproximadamente 0,7% da superfície total do estado. A povoação total da comarca é de 17,1 mil habitantes, aproximadamente 0,7% do total da povoação estadual, e a densidade de povoação é de 6,04 habitantes por km².
A comarca inclui o município de Terenos. Limita-se com as comarcas de Bandeirantes, Rio Negro, Anastácio, Dois Irmãos do Buriti, Sidrolândia e Campo Grande.
Economicamente possui PIB de R$ 213 040 000,00 e PIB per capita de R$ 12 413,49 IBGE/2010